# اقتصاد النيجر
اقتصاد النيجر يستند إلى حد كبير على الأسواق الداخلية، زراعة الكفاف، وتصدير السلع الخام: المواد الغذائية إلى الجيران، والمعادن الخام إلى الأسواق العالمية. النيجر، بلد غير ساحلية بغرب أفريقيا تمتد على الساحل كانت دائما في قاع مؤشر التنمية البشرية، مع مستوى منخفض نسبياً من الناتج المحلي الإجمالي ودخل رأس المال. مراكز النشاط الاقتصادي على زراعة الكفاف وتربية الحيوانات وتجارة إعادة التصدير، وتصدير اليورانيوم. وسبّب انخفاض قيمة 50٪ من فرنك غرب أفريقي في يناير 1994 زيادة في صادرات الماشية، اللوبياء الظفرية، البصل، ومنتجات الصناعات الصغيرة القائمة على القطن.
احتلت النيجر المركز 131 في مؤشر الابتكار العالمي عام 2023. إلا إنها تراجعت إلى المركز 132 في مؤشر عام 2024.

## نصيب الفرد

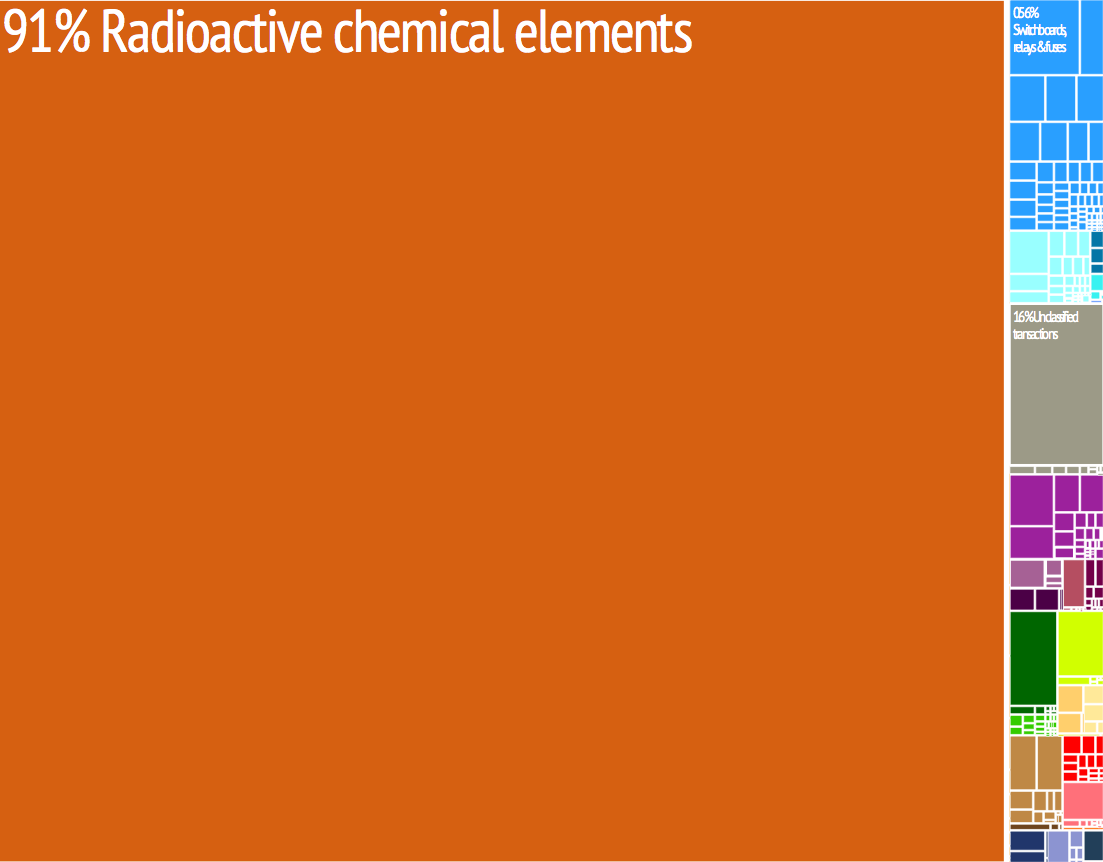
صادرات النيجر

نما نصيب الفرد من الناتج المحلي الإجمالي الحالي في النيجر بنسبة 10٪ في الستينيات. لكنه تقلص بنسبة 27٪ في الثمانينيات و 48٪ أخرى في التسعينيات. على الرغم من البلد يحتوى الكثير من اليورانيوم. صنف مؤشر التنمية البشرية لعام 2006 النيجر في المرتبة السادسة من بين الأسوأ في العالم ، حيث بلغ مؤشر التنمية البشرية 0.370.

## العملة
تتشارك النيجر العملة (فرنك غرب أفريقي)، والبنك المركزي، (البنك المركزي لدول غرب أفريقيا)، مع ستة أعضاء آخرين.

## النمو الاقتصادي
بلغ النمو القتصادي 3.5٪ طوال منتصف التسعينيات، ثم أصيب الاقتصاد بالركود بسبب الانخفاض الحاد في المساعدات الخارجية في عام 1999، والتي استؤنفت تدريجياً في عام 2000، ولكن قلت الأمطار في عام 2000 ساهمت في إنخفاض النمو. مما يعكس أهمية القطاع الزراعي، وكانت عودة الأمطار هي العامل الأساسي وراء النمو بنسبة 4.5٪ في عام 2001.

## إعادة هيكلة الحكومة

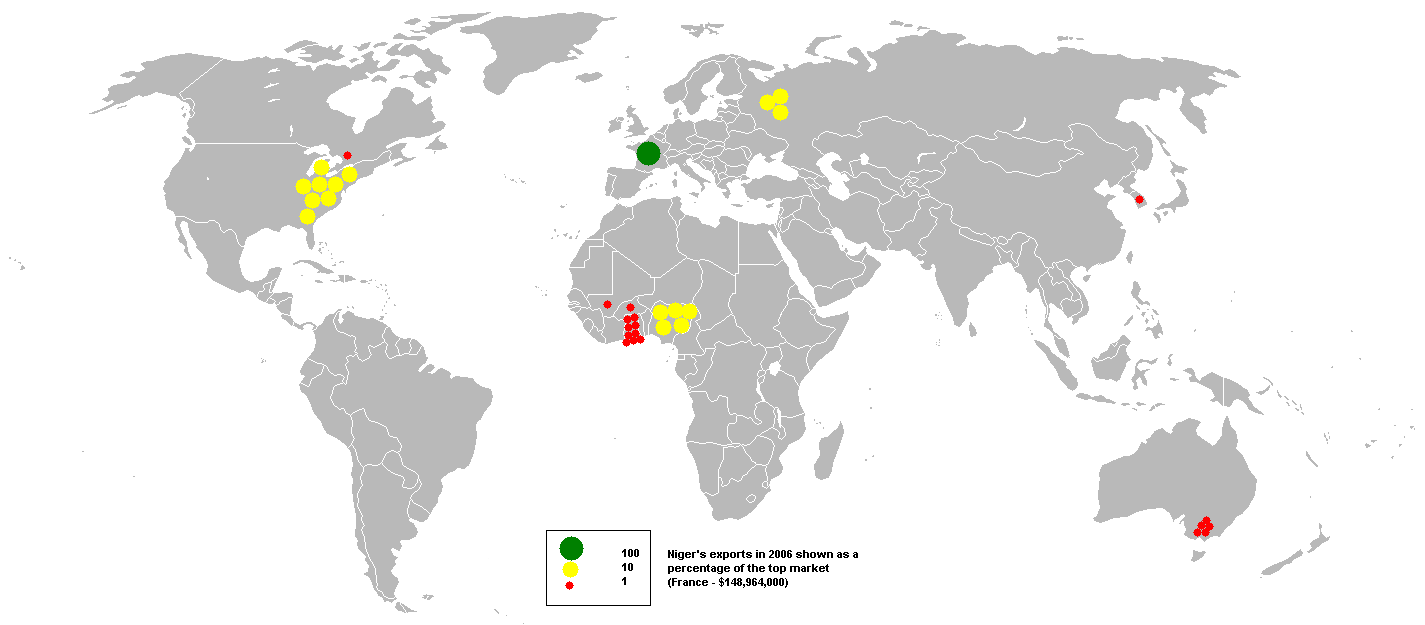
صادرات النيجر في عام 2006

في يناير 2000، ورثت حكومة النيجر المنتخبة مشاكل مالية واقتصادية خطيرة، بما في ذلك الخزانة الفارغة تقريبًا، والرواتب المتأخرة (11 شهرًا)، وزيادة الديون، وانخفاض الإيرادات، وانخفاض الاستثمار العام. وفي ديسمبر 2000، تأهلت النيجر لتخفيف عبء الديون المعزز في إطار برنامج صندوق النقد الدولي للبلدان الفقيرة المثقلة بالديون وأبرمت اتفاقية مع الصندوق بشأن زيادة النمو والحد من الفقر.
وواصلت الحكومة الجديدة إعادة الهيكلة الاقتصادية بالخصخصة. وشمل ذلك خصخصة توزيع المياه والاتصالات السلكية واللاسلكية. وفي إطار جهودها للامتثال لخطة صندوق النقد الدولي للحد من الفقر، إتخذت الحكومة أيضًا إجراءات للحد من الفساد، ووضعت خطة إستراتيجية للحد من الفقر تركز على تحسين الصحة ، والتعليم الابتدائي والبنية التحتية الريفية وإعادة الهيكلة القضائية.

### المساعدات الخارجية
والجهات المانحة الهامة لنيجر هي فرنسا، والاتحاد الأوروبي، والبنك الدولي، وصندوق النقد الدولي ووكالات الأمم المتحدة الأخرى. وتشمل الجهات المانحة الرئيسية الأخرى الولايات المتحدة، بلجيكا، ألمانيا، سويسرا، كندا، والمملكة العربية السعودية. وتعد الولايات المتحدة المانح الرئيسي، حيث تساهم بما يقرب من 10 مليون دولار كل عام في تنمية النيجر. وتتضح أهمية الدعم الخارجي لتنمية النيجر من خلال أنها شكلت حوالي 45٪ من ميزانية الحكومة للسنة المالية 2002، وفي عام 2005 وجهت الأمم المتحدة الانتباه إلى زيادة الحاجة إلى المساعدات الخارجية نظرا للجفاف والجراد مما أدى إلى مجاعة هددت حياة نحو مليون شخص.

## الزراعة

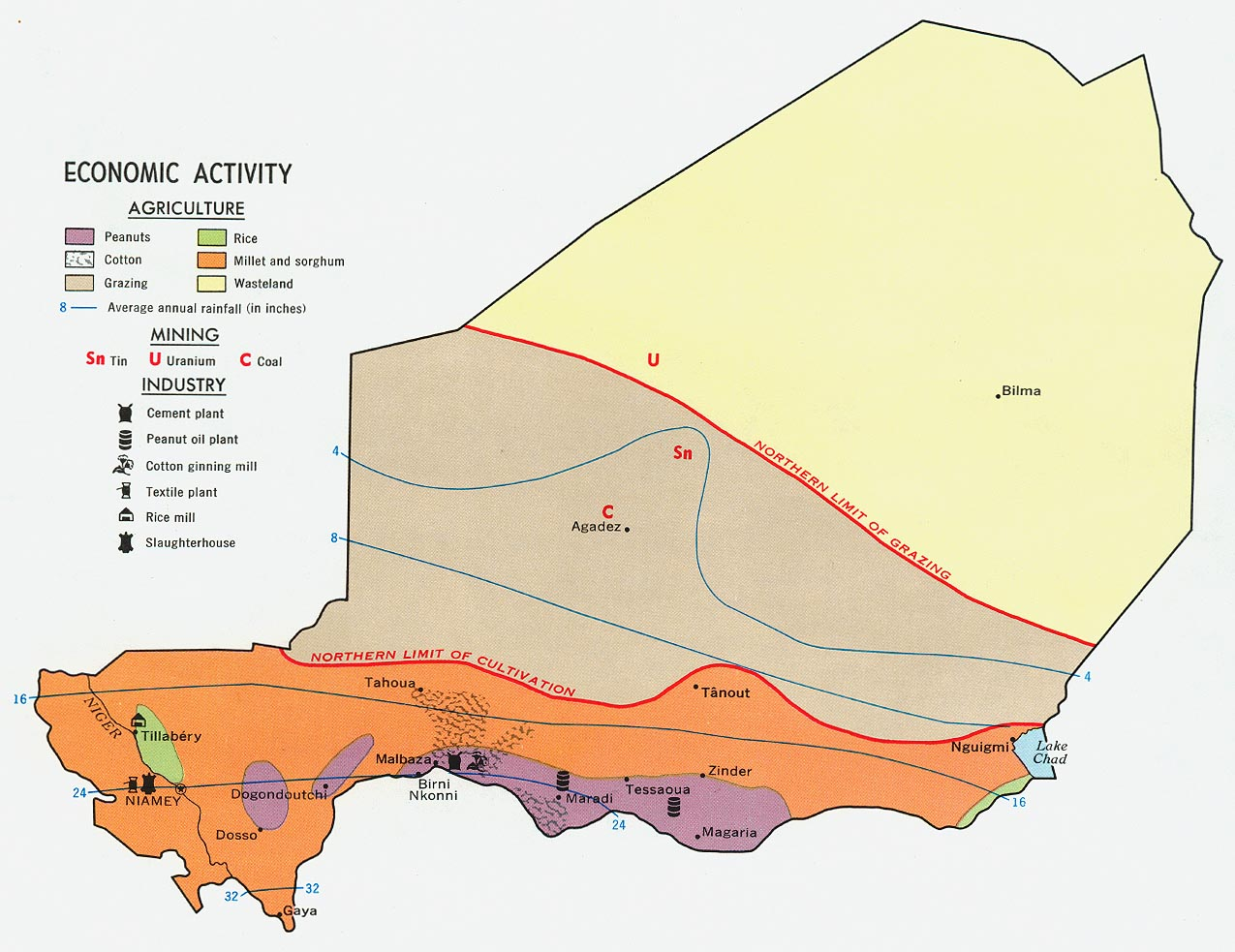
الخريطة الاقتصادية للنيجر (1969). مناطق زراعة الفول السوداني باللون البنفسجي والأرز باللون الأخضر وباقي الأراضي الزراعية باللون البرتقالي.

يعمل في قطاعي الزراعة والثروة الحيوانية 80٪ من السكان، وتساهم الزراعة بحوالي 40٪ من الناتج المحلي الإجمالي، وتعتبر 15 ٪ من أراضي النيجر صالحة للزراعة بشكل أساسي. تتفاوت معدلات هطول الأمطار وعندما تكون غير كافية، تواجه النيجر صعوبة في إطعام سكانها ويجب أن تعتمد على شراء الحبوب والمساعدات الغذائية لتلبية الاحتياجات الغذائية. وعلى الرغم من أن الأمطار في عام 2000 لم تكن جيدة، إلا أنها في عام 2001 كانت غزيرة وموزعة بشكل جيد. المحاصيل الرئيسية هي الدخن اللؤلؤي (46٪ من المساحة المزروعة) والسورغم (18٪) واللوبيا (32٪). بالإضافة إلى هذه المحاصيل الرئيسية، هناك محاصيل أخرى مثل الكسافا، البطاطا الحلوة والأرز والذرة والقمح. وتتوسع المساحة المزروعة بسبب تطوير أنظمة الري. كما تزرع محاصيل أخرى مثل القطن والفول السوداني في بعض المناطق، مثل مارادي وزندر ودوسو. قبل الاستغلال المكثف لليورانيوم في أوائل السبعينيات، كان زيت الفول السوداني أكبر صادرات النجير.

## التعدين

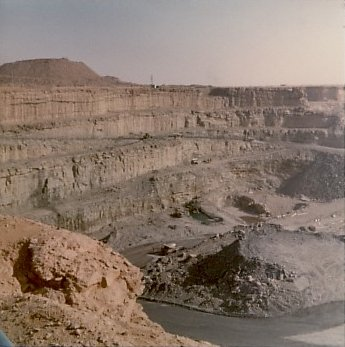
منجم أرفيلت المفتوح: محور صناعة التعدين ودعامة الاقتصاد في النيجر

أدى الانخفاض المستمر في أسعار اليورانيوم إلى انخفاض عائدات قطاع التعدين في النيجر، على الرغم من أن اليورانيوم لا يزال يوفر 72٪ من عائدات الصادرات الوطنية. وتمتعت الدولة بعائدات تصدير كبيرة ونمو اقتصادي سريع خلال الستينيات والسبعينيات بعد افتتاح منجمين كبيرين لليورانيوم بالقرب من مدينة أرليت. ولكن عندما انتهى ازدهار اليورانيوم في أوائل الثمانينيات، أصيب الاقتصاد بالركود وأصبح الاستثمار منذ ذلك الحين محدودًا. ويوجد رواسب ذهب قابلة للاستغلال في النيجر في المنطقة الواقعة بين نهر النيجر والحدود مع بوركينا فاسو. ويوجد رواسب كبيرة من الفوسفات، الفحم، الحديد، الحجر الجيري، و الجبس.
وجدت صناعة النفط في النيجر مؤخرًا في عام 2011 مع افتتاح حقل أغادم النفطي ومصفاة سوراز بالقرب من زندر. تتم معالجة النفط والغاز المستخرجين من حقل أجادم في مصفاة سوراز والمنتجات (البنزين والديزل والغاز الطبيعي المسال) هي في الأساس للاستهلاك المحلي.

## الاتجاه الاقتصادي الكلي
هذا مخطط لاتجاه الناتج المحلي الإجمالي للنيجر بأسعار السوق المقدرة من قبل صندوق النقد الدولي بالفرك
| السنة | إجمالي الناتج المحلي | صرف الدولار الأمريكي   | مؤشر التضخم (2000 = 100) |
| ----- | -------------------- | ---------------------- | ------------------------ |
| 1980  | 530,000              | 211.23 فرنك غرب أفريقي | 46                       |
| 1985  | 647,100              | 449.37 فرنك غرب أفريقي | 69                       |
| 1990  | 675,596              | 272.26 فرنك غرب أفريقي | 61                       |
| 1995  | 938,800              | 499.09 فرنك غرب أفريقي | 87                       |
| 2000  | 1,280,372            | 710.13 فرنك غرب أفريقي | 100                      |
| 2005  | 1,841,244            | 527.12 فرنك غرب أفريقي | 113                      |

يوضح الجدول التالي أهم المؤشرات الاقتصادية للفترة 1980-2017.
| السنة                                                | 1980  | 1985   | 1990   | 1995   | 2000   | 2005  | 2006  | 2007  | 2008   | 2009   | 2010   | 2011  | 2012   | 2013  | 2014   | 2015  | 2016  | 2017  |
| ---------------------------------------------------- | ----- | ------ | ------ | ------ | ------ | ----- | ----- | ----- | ------ | ------ | ------ | ----- | ------ | ----- | ------ | ----- | ----- | ----- |
| الناتج المحلي الإجمالي (تعادل القوة الشرائية)        | 3.10  | 3.51   | 4.64   | 4.94   | 6.29   | 9.25  | 10.09 | 10.69 | 11.95  | 11.96  | 13.11  | 13.68 | 15.58  | 16.67 | 18.24  | 19.17 | 20.39 | 21.84 |
| نصيب الفرد (تعادل القوة الشرائية)                    | 569   | 545    | 616    | 555    | 599    | 723   | 762   | 779   | 842    | 814    | 866    | 876   | 968    | 1,003 | 1,066  | 1,086 | 1,120 | 1,164 |
| النمو                                                | 4.9 % | 7.7 %  | −1.3 % | −6.6 % | −2.6 % | 8.4 % | 5.8 % | 3.2 % | 9.7 %  | −0.7 % | 8.4 %  | 2.2 % | 11.9 % | 2.3 % | 7.5 %  | 4.0 % | 5.0 % | 5.2 % |
| التضخم (بالنسبة المئوية)                             | 7.3 % | −1.0 % | −2.0 % | 10.9 % | 2.9 %  | 7.8 % | 0.1 % | 0.1 % | 11.3 % | 4.3 %  | −2.8 % | 2.9 % | 0.5 %  | 2.3 % | −0.9 % | 1.5 % | 0.2 % | 2.4 % |
| الدين الحكومي (نسبة مئوية من الناتج المحلي الإجمالي) | ...   | ...    | ...    | 91 %   | 89 %   | 66 %  | 27 %  | 25 %  | 21 %   | 28 %   | 24 %   | 28 %  | 27 %   | 26 %  | 32 %   | 41 %  | 45 %  | 47 %  |